# Ла-Побла-да-Сагу
Ла-Побла-да-Сагу (кат. La Pobla de Segur) - муніципалітет, розташований в Автономній області Каталонія, в Іспанії. Код муніципалітету за номенклатурою Інституту статистики Каталонії - 251713. Знаходиться у районі (кумарці) Паляс-Жуса (коди району - 25 та PJ) провінції Лєйда, згідно з новою адміністративною реформою перебуватиме у складі Баґарії (округи) Ал Пірінеу і Аран. 

## Населення
Населення міста (у 2007 р.) становить 3.089 осіб (з них менше 14 років - 11,3%, від 15 до 64 - 62,3%, понад 65 років - 26,4%). У 2006 р. народжуваність склала 33 особи, смертність - 41 особа, зареєстровано 8 шлюбів. У 2001 р. активне населення становило 1.158 осіб, з них безробітних - 63 особи.

Серед осіб, які проживали на території міста у 2001 р., 2.276 народилися в Каталонії (з них 1.468 осіб у тому самому районі, або кумарці), 456 осіб приїхало з інших областей Іспанії, а 57 осіб приїхало з-за кордону. 

Університетську освіту має 11,8% усього населення. 

У 2001 р. нараховувалося 1.123 домогосподарства (з них 31,4% складалися з однієї особи, 27,2% з двох осіб,19,9% з 3 осіб, 14,7% з 4 осіб, 5,4% з 5 осіб, 1,2% з 6 осіб, 0,2% з 7 осіб, 0,1% з 8 осіб і 0% з 9 і більше осіб).

Активне населення міста у 2001 р. працювало у таких сферах діяльності : у сільському господарстві - 4,6%, у промисловості - 16,7%, на будівництві - 16,5% і у сфері обслуговування - 62,2%. 

 У муніципалітеті або у власному районі (кумарці) працює 937 осіб, поза районом - 422 особи.

### Безробіття
У 2007 р. нараховувалося 59 безробітних (у 2006 р. - 73 безробітних), з них чоловіки становили 42,4%, а жінки - 57,6%.

## Економіка

### Підприємства міста

#### Промислові підприємства
| \| Промислові підприємства міста, за сферою діяльності \| Промислові підприємства міста, за сферою діяльності \| Промислові підприємства міста, за сферою діяльності \| \| Рік \| 2002 р. \| 2001 р. \| \| --------------------------------------------------- \| --------------------------------------------------- \| --------------------------------------------------- \| \| Енергетичні та водні ресурси \| 7,1% \| 6,5% \| \| Хімія та метали \| 7,1% \| 9,7% \| \| Переробка металів \| 25% \| 22,6% \| \| Продукти харчування \| 25% \| 22,6% \| \| Текстиль \| 10,7% \| 9,7% \| \| Виробництво меблів, видання \| 25% \| 29% \| \| Інше \| 0% \| 0% \| \| Усього підприємств \| 28 \| 31 \| |         |         |
| Промислові підприємства міста, за сферою діяльності |         |         |
| Рік | 2002 р. | 2001 р. |
| Енергетичні та водні ресурси | 7,1%    | 6,5%    |
| Хімія та метали | 7,1%    | 9,7%    |
| Переробка металів | 25%     | 22,6%   |
| Продукти харчування | 25%     | 22,6%   |
| Текстиль | 10,7%   | 9,7%    |
| Виробництво меблів, видання | 25%     | 29%     |
| Інше | 0%      | 0%      |
| Усього підприємств | 28      | 31      |

#### Роздрібна торгівля
| \| Підприємства роздрібної торгівлі міста, за сферою діяльності \| Підприємства роздрібної торгівлі міста, за сферою діяльності \| Підприємства роздрібної торгівлі міста, за сферою діяльності \| \| Рік \| 2002 р. \| 2001 р. \| \| ------------------------------------------------------------ \| ------------------------------------------------------------ \| ------------------------------------------------------------ \| \| Продукти харчування \| 43,7% \| 40,8% \| \| Одяг та взуття \| 15,5% \| 14,1% \| \| Товари для дому \| 8,5% \| 8,5% \| \| Книги та періодичні видання \| 1,4% \| 1,4% \| \| Промислова хімічна продукція \| 4,2% \| 8,5% \| \| Продукція, пов'язана з транспортними засобами \| 0% \| 1,4% \| \| Інше \| 26,8% \| 25,4% \| \| Усього підприємств \| 71 \| 71 \| |         |         |
| Підприємства роздрібної торгівлі міста, за сферою діяльності |         |         |
| Рік | 2002 р. | 2001 р. |
| Продукти харчування | 43,7%   | 40,8%   |
| Одяг та взуття | 15,5%   | 14,1%   |
| Товари для дому | 8,5%    | 8,5%    |
| Книги та періодичні видання | 1,4%    | 1,4%    |
| Промислова хімічна продукція | 4,2%    | 8,5%    |
| Продукція, пов'язана з транспортними засобами | 0%      | 1,4%    |
| Інше | 26,8%   | 25,4%   |
| Усього підприємств | 71      | 71      |

#### Сфера послуг
| \| Підприємства міста, що працюють у сфері послуг, за діяльністю \| Підприємства міста, що працюють у сфері послуг, за діяльністю \| Підприємства міста, що працюють у сфері послуг, за діяльністю \| \| Рік \| 2002 р. \| 2001 р. \| \| ------------------------------------------------------------- \| ------------------------------------------------------------- \| ------------------------------------------------------------- \| \| Гуртова торгівля \| 10,8% \| 11,3% \| \| Готелі та готельний бізнес \| 23,1% \| 24,2% \| \| Транспорт та зв'язок \| 19,2% \| 20,2% \| \| Посередницькі фінансові послуги \| 4,6% \| 4,8% \| \| Послуги підприємствам \| 4,6% \| 4,8% \| \| Послуги фізичним особам \| 27,7% \| 26,6% \| \| Нерухомість та ін. \| 10% \| 8,1% \| \| Усього підприємств \| 130 \| 124 \| |         |         |
| Підприємства міста, що працюють у сфері послуг, за діяльністю |         |         |
| Рік | 2002 р. | 2001 р. |
| Гуртова торгівля | 10,8%   | 11,3%   |
| Готелі та готельний бізнес | 23,1%   | 24,2%   |
| Транспорт та зв'язок | 19,2%   | 20,2%   |
| Посередницькі фінансові послуги | 4,6%    | 4,8%    |
| Послуги підприємствам | 4,6%    | 4,8%    |
| Послуги фізичним особам | 27,7%   | 26,6%   |
| Нерухомість та ін. | 10%     | 8,1%    |
| Усього підприємств | 130     | 124     |

## Житловий фонд
У 2001 р. 3,6% усіх родин (домогосподарств) мали житло метражем до 59 м2, 23,9% - від 60 до 89 м2, 54% - від 90 до 119 м2 і
18,6% - понад 120 м2.

З усіх будівель у 2001 р. 17,7% було одноповерховими, 14,3% - двоповерховими, 39,5
% - триповерховими, 18% - чотириповерховими, 8,5% - п'ятиповерховими, 2,1% - шестиповерховими,
0% - семиповерховими, 0% - з вісьмома та більше поверхами.

## Автопарк
| \| Автомобілі, зареєстровані у місті, за призначенням \| Автомобілі, зареєстровані у місті, за призначенням \| Автомобілі, зареєстровані у місті, за призначенням \| \| Рік \| 2006 р. \| 2005 р. \| \| -------------------------------------------------- \| -------------------------------------------------- \| -------------------------------------------------- \| \| Приватні автомобілі \| 64% \| 64,7% \| \| Мотоцикли \| 5,7% \| 5,2% \| \| Вантажівки \| 25,9% \| 26,1% \| \| Трактори \| 0,7% \| 0,6% \| \| Автобуси та ін. \| 3,7% \| 3,4% \| \| Усього автомобілів \| 2.116 шт. \| 2.031 шт. \| |           |           |
| Автомобілі, зареєстровані у місті, за призначенням |           |           |
| Рік | 2006 р.   | 2005 р.   |
| Приватні автомобілі | 64%       | 64,7%     |
| Мотоцикли | 5,7%      | 5,2%      |
| Вантажівки | 25,9%     | 26,1%     |
| Трактори | 0,7%      | 0,6%      |
| Автобуси та ін. | 3,7%      | 3,4%      |
| Усього автомобілів | 2.116 шт. | 2.031 шт. |

## Вживання каталанської мови
У 2001 р. каталанську мову у місті розуміли 99,3% усього населення (у 1996 р. - 98,8%), вміли говорити нею 90,5% (у 1996 р. - 
91%), вміли читати 88,1% (у 1996 р. - 86,2%), вміли писати 59,7
% (у 1996 р. - 56%). Не розуміли каталанської мови 0,7%.

## Політичні уподобання
У виборах до Парламенту Каталонії у 2006 р. взяло участь 1.520 осіб (у 2003 р. - 1.665 осіб). Голоси за політичні сили розподілилися таким чином:
| \| Вибори до Парламенту Каталонії \| Вибори до Парламенту Каталонії \| Вибори до Парламенту Каталонії \| \| Рік \| 2006 р. \| 2003 р. \| \| -------------------------------------- \| ------------------------------ \| ------------------------------ \| \| Конвергенція та Єднання (CiU) \| 38,8% \| 43,1% \| \| Соціалістична партія Каталонії (PSC) \| 34,1% \| 27,3% \| \| Народна партія (PP) \| 3,6% \| 4,1% \| \| Ініціатива за зелену Каталонію (IC) \| 7,2% \| 4,8% \| \| Республіканська лівиця Каталонії (ERC) \| 15,2% \| 20,3% \| \| Громадянська партія (C's) \| 0,1% \| 0% \| \| Інші \| 0,9% \| 0,5% \| |         |         |
| Вибори до Парламенту Каталонії |         |         |
| Рік | 2006 р. | 2003 р. |
| Конвергенція та Єднання (CiU) | 38,8%   | 43,1%   |
| Соціалістична партія Каталонії (PSC) | 34,1%   | 27,3%   |
| Народна партія (PP) | 3,6%    | 4,1%    |
| Ініціатива за зелену Каталонію (IC) | 7,2%    | 4,8%    |
| Республіканська лівиця Каталонії (ERC) | 15,2%   | 20,3%   |
| Громадянська партія (C's) | 0,1%    | 0%      |
| Інші | 0,9%    | 0,5%    |

У муніципальних виборах у 2007 р. взяло участь 1.634 особи (у 2003 р. - 1.828 осіб). Голоси за політичні сили розподілилися таким чином:
| \| Муніципальні вибори \| Муніципальні вибори \| Муніципальні вибори \| \| Рік \| 2007 р. \| 2003 р. \| \| -------------------------------------- \| ------------------- \| ------------------- \| \| Конвергенція та Єднання (CiU) \| 43% \| 44,1% \| \| Соціалістична партія Каталонії (PSC) \| 22,8% \| 22,9% \| \| Народна партія (PP) \| 0% \| 0% \| \| Ініціатива за зелену Каталонію (IC) \| 0% \| 0% \| \| Республіканська лівиця Каталонії (ERC) \| 32,3% \| 33% \| \| Громадянська партія (C's) \| 0% \| 0% \| \| Інші \| 1,9% \| 0% \| |         |         |
| Муніципальні вибори |         |         |
| Рік | 2007 р. | 2003 р. |
| Конвергенція та Єднання (CiU) | 43%     | 44,1%   |
| Соціалістична партія Каталонії (PSC) | 22,8%   | 22,9%   |
| Народна партія (PP) | 0%      | 0%      |
| Ініціатива за зелену Каталонію (IC) | 0%      | 0%      |
| Республіканська лівиця Каталонії (ERC) | 32,3%   | 33%     |
| Громадянська партія (C's) | 0%      | 0%      |
| Інші | 1,9%    | 0%      |